# 生方聡
生方 聡（うぶかた さとし、1964年 - ）は、主に自動車関連記事に関する執筆者・編集者である。
福島県出身、慶應義塾大学理工学部卒業。自動車雑誌『カーグラフィック』（二玄社）編集部を経て、1997年からはフリーランスとして活動している。『カーグラフィック』のほかには、自動車雑誌『NAVI（ナビ）』（同、2010年3月で廃刊）、「エンジン」（新潮社）などに寄稿する。

## 著書
- 『名車を創った男たち -プロジェクト・リーダーの流儀-』大川悠、道田宣和、生方聡 共著、2011年、ISBN978-4-544-40051-9